# Alaunus
Alaunus oder Alaunius ist ein Gott der keltischen Mythologie. Er ist der Hauptgott der Alauni, eines norischen Teilstammes. Er wird als Sonnen-, Heil- und Wahrsagegottheit beschrieben.

## Etymologie und Überlieferung
Alaunus ist wahrscheinlich mit dem kymrischen Wort Alaw- („Harmonie“) verwandt. Auch die proto-indogermanische Wurzel *alamo- („Schatz“, „Vermögen“) ist darin möglicherweise zu finden.
Der Name Alaunus wurde vor allem in Weiheinschriften im Raum des heutigen Frankreich, z. B. in Notre-Dame-des-Anges bei Lurs (Département Alpes-de-Haute-Provence) in der griechischen Schreibweise Αλα[υ]νειουι und in Nîmes  gefunden; allerdings ist die Verehrung des Alaunus inschriftlich auch für Mannheim in Germania superior bezeugt. In dieser Inschrift aus römischer Zeit wurde Alaunus dem Genius des Mercurius gleichgesetzt.